# نظام الحقول المفتوحة

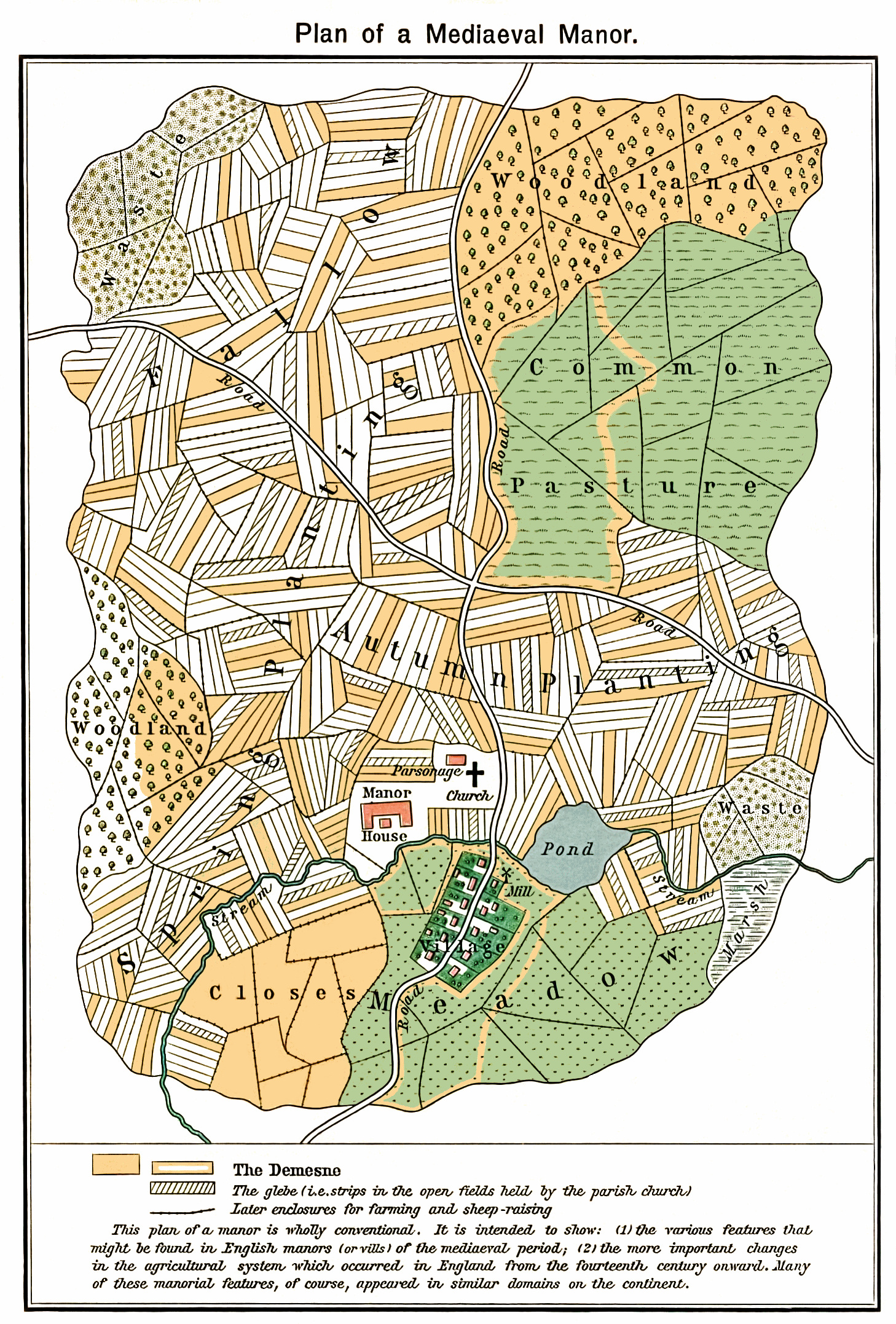
نظام الحقول المفتوحة

نظام الحقول المفتوحة كان النظام الزراعي السائد في أوروبا منذ القرون الوسطى حتى القرن العشرين في بعض المناطق، بموجب هذا النظام يكون لكل قرية 4 حقول كبيرة جدا غير مسورة، يتم زراعتها بشكل شرائط من قبل العائلات.